# Peterjohnsia basimontana
Peterjohnsia basimontana är en mångfotingart som beskrevs av Jean-Paul Mauriès 1987. Peterjohnsia basimontana ingår i släktet Peterjohnsia och familjen Peterjohnsiidae. Inga underarter finns listade i Catalogue of Life.